# Садовские (актёрская династия)
Садо́вские — российская актёрская династия, внёсшая большой вклад в развитие русского сценического реализма.

## История династии
Григорий Васильевич Садовский считался талантливым актёром, он играл драматические и оперные роли в Тульском театре. Его сестра, по мужу Ермилова, прислала к нему своего девятилетнего сына Прова, которого, овдовев, не могла прокормить. Мальчик у дяди «заболел» театром. Григорий Садовский погиб, разбившись о подмостки сцены, и Пров попал в семью другого дяди-актёра — Дмитрия Васильевича Садовского. Дмитрий не мог оплатить обучение мальчика, и тот был принят в труппу Тульского театра, где его уже хорошо знали.
Прову Садовскому удалось перейти сперва в Казанский, а затем и в московский Малый императорский театр, где критика со временем признала его талант. Пров выписал в Москву мать и братьев, и его брат Яков Садовский стал в 1845 году актёром Малого театра.
Актёром стал и сын Прова — Михаил Прович Садовский (1847—1910). Жена Михаила — Ольга Осиповна (1849—1919) — прославилась характерными ролями старух в Малом театре. Их дети, Елизавета (1872—1934) и Пров (младший), также были артистами Малого театра, причём последний стал народным артистом СССР (в 1937 году) и лауреатом Государственной премии СССР (в 1943-м). Их сестра — Ольга Михайловна Садовская (1875—?) — играла на провинциальной сцене, а брат — Михаил Михайлович (старший; 1878—1962) играл в Ростове-на-Дону и Петербурге, с 1911 года — в Малом, исполнял комедийные роли; оставил в сцену в 1918 году из-за болезни.
Вторым браком Пров-младший породнился с другой артистической династией — его женой стала Анна (1900—1978), дочь дрессировщика Владимира Дурова. В этом браке родился Пров Прович (1926—1992) — выпускник «Щепки», актёр Малого театра, киноартист заслуженный артист РСФСР (1977). Его двоюродные — дети Михаила Михайловича: Михаил Михайлович-младший (1909—1977; актёр Малого театра, заслуженный артист РСФСР), Татьяна Михайловна (1913—2009; жена Вячеслава Сомова), Елизавета Михайловна (1920—2002; жена Кирилла Кондрашина и балерина Наталья Михайловна (1928—2023).

### Древо
|                                                                   |                                                                   |                                                                   |                                                                   |                                                                   |                                                                   |                                                      |                                                      |                                                      |                                                      |                                             |                                             |                                                    |                                                    |                                                    |                                                    |                                                    |                                                    |                                               |                                               |                                               |                                               |                               |                               |                                               |                                               |                                               |                                               |                                               |                                               |                              |                              |                                            |                                            |                                            |                                            |                                            |                                            |  |  |                                          |                                          |                                          |                                          |                                          |                                          |  |  |  |  |  |  |  |  |  |  |  |  |  |  |  |  |  |  |  |  |  |  |
|                                                                   |                                                                   |                                                                   |                                                                   |                                                                   |                                                                   |                                                      |                                                      |                                                      |                                                      |                                             |                                             |                                                    |                                                    |                                                    |                                                    |                                                    |                                                    |                                               |                                               |                                               |                                               |                               |                               |                                               |                                               |                                               |                                               |                                               |                                               |                              |                              |                                            |                                            |                                            |                                            |                                            |                                            |  |  |                                          |                                          |                                          |                                          |                                          |                                          |  |  |  |  |  |  |  |  |  |  |  |  |  |  |  |  |  |  |  |  |  |  |
|                                                                   |                                                                   |                                                                   |                                                                   | Михаил Ермилов                                                    | Михаил Ермилов                                                    | Михаил Ермилов                                       | Михаил Ермилов                                       | Михаил Ермилов                                       | Михаил Ермилов                                       |                                             |                                             | N. Васильевна Ермилова (рожд. Садовская)           | N. Васильевна Ермилова (рожд. Садовская)           | N. Васильевна Ермилова (рожд. Садовская)           | N. Васильевна Ермилова (рожд. Садовская)           | N. Васильевна Ермилова (рожд. Садовская)           | N. Васильевна Ермилова (рожд. Садовская)           |                                               |                                               | Григорий Васильевич Садовский                 | Григорий Васильевич Садовский                 | Григорий Васильевич Садовский | Григорий Васильевич Садовский | Григорий Васильевич Садовский                 | Григорий Васильевич Садовский                 |                                               |                                               | Дмитрий Васильевич Садовский                  | Дмитрий Васильевич Садовский                  | Дмитрий Васильевич Садовский | Дмитрий Васильевич Садовский | Дмитрий Васильевич Садовский               | Дмитрий Васильевич Садовский               |                                            |                                            |                                            |                                            |  |  |                                          |                                          |                                          |                                          |                                          |                                          |  |  |  |  |  |  |  |  |  |  |  |  |  |  |  |  |  |  |  |  |  |  |
|                                                                   |                                                                   |                                                                   |                                                                   | Михаил Ермилов                                                    | Михаил Ермилов                                                    | Михаил Ермилов                                       | Михаил Ермилов                                       | Михаил Ермилов                                       | Михаил Ермилов                                       |                                             |                                             | N. Васильевна Ермилова (рожд. Садовская)           | N. Васильевна Ермилова (рожд. Садовская)           | N. Васильевна Ермилова (рожд. Садовская)           | N. Васильевна Ермилова (рожд. Садовская)           | N. Васильевна Ермилова (рожд. Садовская)           | N. Васильевна Ермилова (рожд. Садовская)           |                                               |                                               | Григорий Васильевич Садовский                 | Григорий Васильевич Садовский                 | Григорий Васильевич Садовский | Григорий Васильевич Садовский | Григорий Васильевич Садовский                 | Григорий Васильевич Садовский                 |                                               |                                               | Дмитрий Васильевич Садовский                  | Дмитрий Васильевич Садовский                  | Дмитрий Васильевич Садовский | Дмитрий Васильевич Садовский | Дмитрий Васильевич Садовский               | Дмитрий Васильевич Садовский               |                                            |                                            |                                            |                                            |  |  |                                          |                                          |                                          |                                          |                                          |                                          |  |  |  |  |  |  |  |  |  |  |  |  |  |  |  |  |  |  |  |  |  |  |
|                                                                   |                                                                   |                                                                   |                                                                   |                                                                   |                                                                   |                                                      |                                                      |                                                      |                                                      |                                             |                                             |                                                    |                                                    |                                                    |                                                    |                                                    |                                                    |                                               |                                               |                                               |                                               |                               |                               |                                               |                                               |                                               |                                               |                                               |                                               |                              |                              |                                            |                                            |                                            |                                            |                                            |                                            |  |  |                                          |                                          |                                          |                                          |                                          |                                          |  |  |  |  |  |  |  |  |  |  |  |  |  |  |  |  |  |  |  |  |  |  |
|                                                                   |                                                                   |                                                                   |                                                                   |                                                                   |                                                                   |                                                      |                                                      |                                                      |                                                      |                                             |                                             |                                                    |                                                    |                                                    |                                                    |                                                    |                                                    |                                               |                                               |                                               |                                               |                               |                               |                                               |                                               |                                               |                                               |                                               |                                               |                              |                              |                                            |                                            |                                            |                                            |                                            |                                            |  |  |                                          |                                          |                                          |                                          |                                          |                                          |  |  |  |  |  |  |  |  |  |  |  |  |  |  |  |  |  |  |  |  |  |  |
|                                                                   |                                                                   |                                                                   |                                                                   | Пров Михайлович Садовский (ст.) (Ермилов; 1818—1872)              | Пров Михайлович Садовский (ст.) (Ермилов; 1818—1872)              | Пров Михайлович Садовский (ст.) (Ермилов; 1818—1872) | Пров Михайлович Садовский (ст.) (Ермилов; 1818—1872) | Пров Михайлович Садовский (ст.) (Ермилов; 1818—1872) | Пров Михайлович Садовский (ст.) (Ермилов; 1818—1872) |                                             |                                             | Яков Михайлович Садовский                          | Яков Михайлович Садовский                          | Яков Михайлович Садовский                          | Яков Михайлович Садовский                          | Яков Михайлович Садовский                          | Яков Михайлович Садовский                          |                                               |                                               |                                               |                                               |                               |                               |                                               |                                               |                                               |                                               |                                               |                                               |                              |                              |                                            |                                            |                                            |                                            |                                            |                                            |  |  |                                          |                                          |                                          |                                          |                                          |                                          |  |  |  |  |  |  |  |  |  |  |  |  |  |  |  |  |  |  |  |  |  |  |
|                                                                   |                                                                   |                                                                   |                                                                   | Пров Михайлович Садовский (ст.) (Ермилов; 1818—1872)              | Пров Михайлович Садовский (ст.) (Ермилов; 1818—1872)              | Пров Михайлович Садовский (ст.) (Ермилов; 1818—1872) | Пров Михайлович Садовский (ст.) (Ермилов; 1818—1872) | Пров Михайлович Садовский (ст.) (Ермилов; 1818—1872) | Пров Михайлович Садовский (ст.) (Ермилов; 1818—1872) |                                             |                                             | Яков Михайлович Садовский                          | Яков Михайлович Садовский                          | Яков Михайлович Садовский                          | Яков Михайлович Садовский                          | Яков Михайлович Садовский                          | Яков Михайлович Садовский                          |                                               |                                               |                                               |                                               |                               |                               |                                               |                                               |                                               |                                               |                                               |                                               |                              |                              |                                            |                                            |                                            |                                            |                                            |                                            |  |  |                                          |                                          |                                          |                                          |                                          |                                          |  |  |  |  |  |  |  |  |  |  |  |  |  |  |  |  |  |  |  |  |  |  |
|                                                                   |                                                                   |                                                                   |                                                                   | Михаил Прович Садовский (1847—1910)                               | Михаил Прович Садовский (1847—1910)                               | Михаил Прович Садовский (1847—1910)                  | Михаил Прович Садовский (1847—1910)                  | Михаил Прович Садовский (1847—1910)                  | Михаил Прович Садовский (1847—1910)                  |                                             |                                             | Ольга Осиповна Садовская (ур. Лазарева; 1849—1919) | Ольга Осиповна Садовская (ур. Лазарева; 1849—1919) | Ольга Осиповна Садовская (ур. Лазарева; 1849—1919) | Ольга Осиповна Садовская (ур. Лазарева; 1849—1919) | Ольга Осиповна Садовская (ур. Лазарева; 1849—1919) | Ольга Осиповна Садовская (ур. Лазарева; 1849—1919) |                                               |                                               |                                               |                                               |                               |                               |                                               |                                               |                                               |                                               |                                               |                                               |                              |                              |                                            |                                            |                                            |                                            |                                            |                                            |  |  |                                          |                                          |                                          |                                          |                                          |                                          |  |  |  |  |  |  |  |  |  |  |  |  |  |  |  |  |  |  |  |  |  |  |
|                                                                   |                                                                   |                                                                   |                                                                   | Михаил Прович Садовский (1847—1910)                               | Михаил Прович Садовский (1847—1910)                               | Михаил Прович Садовский (1847—1910)                  | Михаил Прович Садовский (1847—1910)                  | Михаил Прович Садовский (1847—1910)                  | Михаил Прович Садовский (1847—1910)                  |                                             |                                             | Ольга Осиповна Садовская (ур. Лазарева; 1849—1919) | Ольга Осиповна Садовская (ур. Лазарева; 1849—1919) | Ольга Осиповна Садовская (ур. Лазарева; 1849—1919) | Ольга Осиповна Садовская (ур. Лазарева; 1849—1919) | Ольга Осиповна Садовская (ур. Лазарева; 1849—1919) | Ольга Осиповна Садовская (ур. Лазарева; 1849—1919) |                                               |                                               |                                               |                                               |                               |                               |                                               |                                               |                                               |                                               |                                               |                                               |                              |                              |                                            |                                            |                                            |                                            |                                            |                                            |  |  |                                          |                                          |                                          |                                          |                                          |                                          |  |  |  |  |  |  |  |  |  |  |  |  |  |  |  |  |  |  |  |  |  |  |
|                                                                   |                                                                   |                                                                   |                                                                   |                                                                   |                                                                   |                                                      |                                                      |                                                      |                                                      |                                             |                                             |                                                    |                                                    |                                                    |                                                    |                                                    |                                                    |                                               |                                               |                                               |                                               |                               |                               |                                               |                                               |                                               |                                               |                                               |                                               |                              |                              |                                            |                                            |                                            |                                            |                                            |                                            |  |  |                                          |                                          |                                          |                                          |                                          |                                          |  |  |  |  |  |  |  |  |  |  |  |  |  |  |  |  |  |  |  |  |  |  |
|                                                                   |                                                                   |                                                                   |                                                                   |                                                                   |                                                                   |                                                      |                                                      |                                                      |                                                      |                                             |                                             |                                                    |                                                    |                                                    |                                                    |                                                    |                                                    |                                               |                                               |                                               |                                               |                               |                               |                                               |                                               |                                               |                                               |                                               |                                               |                              |                              |                                            |                                            |                                            |                                            |                                            |                                            |  |  |                                          |                                          |                                          |                                          |                                          |                                          |  |  |  |  |  |  |  |  |  |  |  |  |  |  |  |  |  |  |  |  |  |  |
| Елизавета Михайловна Садовская 2-я (по мужу — Климова; 1872—1934) | Елизавета Михайловна Садовская 2-я (по мужу — Климова; 1872—1934) | Елизавета Михайловна Садовская 2-я (по мужу — Климова; 1872—1934) | Елизавета Михайловна Садовская 2-я (по мужу — Климова; 1872—1934) | Елизавета Михайловна Садовская 2-я (по мужу — Климова; 1872—1934) | Елизавета Михайловна Садовская 2-я (по мужу — Климова; 1872—1934) |                                                      |                                                      | Пров Михайлович Садовский (мл.) (1874—1947)          | Пров Михайлович Садовский (мл.) (1874—1947)          | Пров Михайлович Садовский (мл.) (1874—1947) | Пров Михайлович Садовский (мл.) (1874—1947) | Пров Михайлович Садовский (мл.) (1874—1947)        | Пров Михайлович Садовский (мл.) (1874—1947)        |                                                    |                                                    | Ольга Михайловна Садовская (1875—1947)             | Ольга Михайловна Садовская (1875—1947)             | Ольга Михайловна Садовская (1875—1947)        | Ольга Михайловна Садовская (1875—1947)        | Ольга Михайловна Садовская (1875—1947)        | Ольга Михайловна Садовская (1875—1947)        |                               |                               | Михаил Михайлович Садовский (ст.) (1878—1962) | Михаил Михайлович Садовский (ст.) (1878—1962) | Михаил Михайлович Садовский (ст.) (1878—1962) | Михаил Михайлович Садовский (ст.) (1878—1962) | Михаил Михайлович Садовский (ст.) (1878—1962) | Михаил Михайлович Садовский (ст.) (1878—1962) |                              |                              |                                            |                                            |                                            |                                            |                                            |                                            |  |  |                                          |                                          |                                          |                                          |                                          |                                          |  |  |  |  |  |  |  |  |  |  |  |  |  |  |  |  |  |  |  |  |  |  |
| Елизавета Михайловна Садовская 2-я (по мужу — Климова; 1872—1934) | Елизавета Михайловна Садовская 2-я (по мужу — Климова; 1872—1934) | Елизавета Михайловна Садовская 2-я (по мужу — Климова; 1872—1934) | Елизавета Михайловна Садовская 2-я (по мужу — Климова; 1872—1934) | Елизавета Михайловна Садовская 2-я (по мужу — Климова; 1872—1934) | Елизавета Михайловна Садовская 2-я (по мужу — Климова; 1872—1934) |                                                      |                                                      | Пров Михайлович Садовский (мл.) (1874—1947)          | Пров Михайлович Садовский (мл.) (1874—1947)          | Пров Михайлович Садовский (мл.) (1874—1947) | Пров Михайлович Садовский (мл.) (1874—1947) | Пров Михайлович Садовский (мл.) (1874—1947)        | Пров Михайлович Садовский (мл.) (1874—1947)        |                                                    |                                                    | Ольга Михайловна Садовская (1875—1947)             | Ольга Михайловна Садовская (1875—1947)             | Ольга Михайловна Садовская (1875—1947)        | Ольга Михайловна Садовская (1875—1947)        | Ольга Михайловна Садовская (1875—1947)        | Ольга Михайловна Садовская (1875—1947)        |                               |                               | Михаил Михайлович Садовский (ст.) (1878—1962) | Михаил Михайлович Садовский (ст.) (1878—1962) | Михаил Михайлович Садовский (ст.) (1878—1962) | Михаил Михайлович Садовский (ст.) (1878—1962) | Михаил Михайлович Садовский (ст.) (1878—1962) | Михаил Михайлович Садовский (ст.) (1878—1962) |                              |                              |                                            |                                            |                                            |                                            |                                            |                                            |  |  |                                          |                                          |                                          |                                          |                                          |                                          |  |  |  |  |  |  |  |  |  |  |  |  |  |  |  |  |  |  |  |  |  |  |
|                                                                   |                                                                   |                                                                   |                                                                   |                                                                   |                                                                   |                                                      |                                                      |                                                      |                                                      |                                             |                                             |                                                    |                                                    |                                                    |                                                    |                                                    |                                                    |                                               |                                               |                                               |                                               |                               |                               |                                               |                                               |                                               |                                               |                                               |                                               |                              |                              |                                            |                                            |                                            |                                            |                                            |                                            |  |  |                                          |                                          |                                          |                                          |                                          |                                          |  |  |  |  |  |  |  |  |  |  |  |  |  |  |  |  |  |  |  |  |  |  |
|                                                                   |                                                                   |                                                                   |                                                                   |                                                                   |                                                                   |                                                      |                                                      | Пров Прович Садовский (1926—1992)                    | Пров Прович Садовский (1926—1992)                    | Пров Прович Садовский (1926—1992)           | Пров Прович Садовский (1926—1992)           | Пров Прович Садовский (1926—1992)                  | Пров Прович Садовский (1926—1992)                  |                                                    |                                                    | Михаил Михайлович Садовский (мл.) (1909—1977)      | Михаил Михайлович Садовский (мл.) (1909—1977)      | Михаил Михайлович Садовский (мл.) (1909—1977) | Михаил Михайлович Садовский (мл.) (1909—1977) | Михаил Михайлович Садовский (мл.) (1909—1977) | Михаил Михайлович Садовский (мл.) (1909—1977) |                               |                               | Татьяна Михайловна Садовская (1913—2008)      | Татьяна Михайловна Садовская (1913—2008)      | Татьяна Михайловна Садовская (1913—2008)      | Татьяна Михайловна Садовская (1913—2008)      | Татьяна Михайловна Садовская (1913—2008)      | Татьяна Михайловна Садовская (1913—2008)      |                              |                              | Елизавета Михайловна Садовская (1920—2002) | Елизавета Михайловна Садовская (1920—2002) | Елизавета Михайловна Садовская (1920—2002) | Елизавета Михайловна Садовская (1920—2002) | Елизавета Михайловна Садовская (1920—2002) | Елизавета Михайловна Садовская (1920—2002) |  |  | Наталья Михайловна Садовская (1928—2023) | Наталья Михайловна Садовская (1928—2023) | Наталья Михайловна Садовская (1928—2023) | Наталья Михайловна Садовская (1928—2023) | Наталья Михайловна Садовская (1928—2023) | Наталья Михайловна Садовская (1928—2023) |  |  |  |  |  |  |  |  |  |  |  |  |  |  |  |  |  |  |  |  |  |  |